# Hans Heinrich Adam von Schütz
Hans Heinrich Adam von Schütz (* 1715 bei Cottbus; † 18. Juli 1745 bei Königgrätz) war ein preußischer Oberstleutnant.

## Leben
Schütz war das einzige Kind des sächsisch-polnischen Oberst und Kommandanten der Festung Sonnenberg Hans Joachim von Schütz († 1. Februar 1734). Sein Vater schickte ihn früh auf die Fürstenschule zu Meißen, eine Art Internat für Adlige. Nach kurzer Zeit zog er nach Prag, wo er sich von der österreichischen Armee anwerben ließ und nach Ungarn versetzt wurde. Sein Vater erwirkte dort jedoch seine Entlassung und verschaffte dem jungen Schütz nach seiner Rückkehr eine Stelle als Fähnrich bei der Trabantengarde in Sachsen, wo er kurze Zeit später zum Leutnant befördert wurde.
Nach dem Tod seines Vaters Anfang 1734 kündigte von Schütz seinen Dienst und zog auf sein ererbtes Landgut Bahnsdorf in der preußischen Lehe Niederlausitz. Aus Furcht vor Repressalien und Verfolgung durch den preußischen König Friedrich Wilhelm I. – Schütz hatte einem desertierten preußischen Soldaten bei seiner Fahnenflucht geholfen – ging er sicherheitshalber nach Russland und trat in die Dienste der russischen Zarin Anna Iwanowna. In der russischen Armee nahm von Schütz an den Türkenkriegen sowie an der Erstürmung von Oczakow teil und er brachte es bis zum Hauptmann im Regiment Preobraschenski. Jedoch geriet er in Missgunst beim Generalfeldmarschall Münnich und zog es vor, Russland zu verlassen. Daraufhin ging er in das Preußen Friedrich des Zweiten zurück und trat 1743 in das Hallasch-Husaren-Regiment (Nr. 7) als Major ein. In dieser Position zog er in den ersten schlesischen Krieg und erlangte Berühmtheit durch weitreichende Erkundungszüge ins feindliche Hinterland.
Bei der Räumung Böhmens führte von Schütz einen Rückzug seiner Truppen in Intervallen durch, die anerkennend durch den König als "Schütz´sche Retraite" bezeichnet wurde. Eine Beförderung zum Oberstleutnant folgte und von Schütz wurde Kommandeur des Husarenregimentes von Natzner (Nr. 4). Eine weitere besondere Erwähnung gegenüber dem König fand von Schütz während der Schlacht bei Hohenfriedberg durch seinen kommandierenden General Hans Karl von Winterfeldt, der seine außergewöhnlichen Leistungen würdigte.

## Tod
Als nach Hohenfriedberg die Österreicher weit bis nach Böhmen verfolgt wurden, gehörte von Schütz zur leichten Truppe, die der preußischen Armee vorausging. Am 18. Juli 1745 kam es zu einem Erkundungsritt in unübersichtliches und gefährliches Gebiet bei Königgrätz. Um den Rückzug zur eigenen Linie zu sichern, ließ von Schütz zwei Abteilungen Sicherungsposten an strategisch wichtigen Punkten zurück. Mit etwa 500 Husaren stieß er auf eine überlegene Heeresabteilung des Generals Graf von Nadasdy und er befahl den Rückzug. Die zurückgelassenen Sicherungsabteilungen hatten sich jedoch in wilder Panik aufgelöst, sodass für den Stoßtrupp der Rückweg abgeschnitten war. In dem folgenden Gefecht gegen den überlegenen Feind fiel Hans von Schütz nach tapferer Gegenwehr, weil er kein Quartier wollte. Etwa 90 Husaren gerieten in österreichische Gefangenschaft. Als der König davon erfuhr, hoffte er zuerst, von Schütz wäre gleichfalls in Gefangenschaft und er schickte Kundschafter aus, um diese Annahme zu bestätigen.

## Auszeichnungen
Für tapferes Verhalten bei dem Gefecht bei Habelschwerdt erhielt von Schütz den Orden Pour le Mérite verliehen. Noch im Jahre 1777 soll der König bei der Besichtigung eines neuen Regimentes zu einem Offizier, der ihm als einzigen Sohn von Hans von Schütz vorgestellt wurde, gesagt haben: "Weiß er wohl, daß sein Vater der rechte Schöpfer meiner Husaren gewesen ist?"

## Kriegsverbrechen
Im ersten Kriegsjahr 1744 erhob der österreichische General Graf Carl Gustav Kheul schwere Beschuldigungen gegen von Schütz, wonach dieser Gewalttaten und Grausamkeiten an Gefangenen, bzw. der Zivilbevölkerung in Mähren begangen haben soll. Friedrich II. ließ daraufhin durch den General von der Marwitz den Sachverhalt untersuchen. Über den Ausgang ist nichts bekannt.